# Вулкана-Панделе (Дамбовица)
Вулкана-Панделе (рум. Vulcana-Pandele) насеље је у Румунији у округу Дамбовица у општини Вулкана-Панделе. Oпштина се налази на надморској висини од 349 m.

## Становништво
Према подацима из 2002. године у насељу је живело 2451 становника, од којих су сви румунске националности.